# Alfonso Gesualdo
Pour les articles homonymes, voir Gesualdo.
Alfonso Gesualdo di Conza (né le 20 octobre 1540 à Calitri, dans l'actuelle région de Campanie, alors dans le royaume de Naples, et mort le 14 mars 1603 à Naples) est un cardinal italien du XVIe et du début du XVIIe siècle. Il est le beau-frère du cardinal saint Charles Borromée (1560) et l'oncle du célèbre compositeur Carlo Gesualdo.

## Biographie
Alfonso Gesualdo est protonotaire apostolique et est créé cardinal par le pape Pie IV lors du consistoire du 26 février 1561. Le cardinal Gesualdo est nommé administrateur apostolique de Conza en 1561 et archevêque de Conza en 1564 et est consacré le 23 avril de la même année par Francesco Pisani. Il est gouverneur de la ville d'Amelia et camerlingue du Sacré Collège en 1576-1577. Le cardinal Gesualdo est vice-doyen et doyen du Collège des cardinaux. Enfin en 1596, il est transféré à l'archidiocèse de Naples. Il est patron de l'église Sant'Andrea della Valle à Rome, l'église-mère des théatins.
Le cardinal Gesualdo participe aux conclaves de 1565-1566 (élection de Pie V ), de 1572 (élection de Grégoire XII), de 1585 (élection de Sixte V), aux deux conclaves de 1590 (élection d'Urbain VII et de Grégoire XIV), au conclave de 1591 (élection d'Innocent IX) et à celui de 1592 (élection de Clément VIII).

## Succession apostolique
Alfonso Gesualdo a ordonné les évêques suivants :
- Archevêque Salvatore Caracciolo, C.R. (1572)
- Archevêque Marcantonio Pescara (1574)
- Archevêque Silvio de Sainte-Croix (1574)
- Pape Clément VIII (1592)
- Cardinal Filippo Spinelli (1592)
- Évêque Marco Magnacervo, C.R. (1593)
- Évêque Vincenzo Giustiniani (en) (1593)
- Évêque Basilio Pignatelli (it), C.R. (1593)
- Archevêque Annibale d'Afflitto (it) (1593)
- Évêque Cesare Del Pezzo (1593)
- Évêque Benedetto Mandina (it), C.R. (1594)
- Archevêque Juan de Castro (es), O.S.B. (1600)